# Episodi de I gemelli Edison (sesta stagione)
La sesta stagione della serie televisiva I gemelli Edison è stata trasmessa in anteprima in Canada dalla CBC Television tra il 17 settembre 1986 e il 17 dicembre 1986.
| nº | Titolo originale             | Titolo italiano | Prima TV Canada   | Prima TV Italia |
| -- | ---------------------------- | --------------- | ----------------- | --------------- |
| 1  | The Mystery of the Maze      |                 | 17 settembre 1986 |                 |
| 2  | The Initiation               |                 | 24 settembre 1986 |                 |
| 3  | Illegal Procedure            |                 | 1º ottobre 1986   |                 |
| 4  | The People's Choice          |                 | 8 ottobre 1986    |                 |
| 5  | The Revenge of the Plants    |                 | 15 ottobre 1986   |                 |
| 6  | Supersalesman                |                 | 22 ottobre 1986   |                 |
| 7  | The Legacy of Bayfield Downs |                 | 5 novembre 1986   |                 |
| 8  | Money for Nothing            |                 | 12 novembre 1986  |                 |
| 9  | The Golden Goose Chase       |                 | 19 novembre 1986  |                 |
| 10 | How to Haunt a Haunted House |                 | 26 novembre 1986  |                 |
| 11 | A Message for Triton         |                 | 3 dicembre 1986   |                 |
| 12 | The Continental Twist        |                 | 10 dicembre 1986  |                 |
| 13 | Vows from the Deep           |                 | 17 dicembre 1986  |                 |